# ریچارد وردربر
ریچارد وردربر (انگلیسی: Richard Verderber; ۲۳ ژانویهٔ ۱۸۸۴ – ۸ سپتامبر ۱۹۵۵) فرد نظامی اهل اتریش بود.